# Lima Campos
Lima Campos este un oraș în unitatea federativă Maranhão (MA), Brazilia.